# 莫羅恰
51°8′30″N 34°26′35″E / 51.14167°N 34.44306°E
莫羅恰（烏克蘭語：Мороча）是位於烏克蘭東北部的村莊，由蘇梅州蘇梅區的比洛皮利亞市鎮負責管轄。該村處於巴甫利夫卡河右岸，分別距離斯捷潘尼夫卡1公里和瓦西利夫希納2公里，海拔高度137米，2001年該村落人口40。